# Carabina Cristóbal
La Carabina Kiraly-Cristóbal calibre .30, también conocida como San Cristóbal o Fusil automático Cristóbal fue fabricada por la fábrica de armas Armería San Cristóbal de República Dominicana.

## Historia y desarrollo
Aunque es llamada carabina, el arma puede considerarse un subfusil ya que es idéntica al subfusil húngaro Danuvia 43M. Ambas armas fueron diseñadas por el ingeniero húngaro Pál Király, que llegó como expatriado a República Dominicana en 1948. El nombre del arma es una referencia a la Provincia de San Cristóbal, que es el lugar de nacimiento del último dictador dominicano, Rafael Leónidas Trujillo. Las Fuerzas Armadas de la República Dominicana eran el principal usuario de esta arma, pero también fue exportada a Cuba antes de la Revolución Cubana.

## Descripción
La Cristóbal tenía culata y guardamano de madera, un cargador extraíble recto de 30 cartuchos y un cajón de mecanismos tubular con manija de amartillado fija en el lado derecho. Empleaba el sistema de retroceso de masas retardado. La versión original fue producida en calibre 9 mm. La versión más típica de la Cristóbal fue fabricada en calibre 7,62 mm de Carabina M1.
La Armería San Cristóbal fabricó más de 200.000 carabinas Cristóbal desde 1950 hasta 1966. Después del asesinato de Trujillo el 30 de mayo de 1961, el gobierno dominicano decidió no mantener una industria militar local y la producción fue reducida lentamente. Hacia 1990, la Cristóbal ya no era un arma de fuego dominicana estándar, pero continúa siendo utilizada para el entrenamiento básico en las escuelas militares de la República Dominicana.

## Historial de combate
Esta carabina fue empleada por el Che Guevara durante la Revolución Cubana.
Fue usada por las guerrillas en el Conflicto armado interno de Colombia.